# Almetyevsky (huyện)
Huyện Al'met'evsky (tiếng Nga: Альметьевский район, tiếng Tatar: Әлмә́т районы́) là một huyện hành chính tự quản (raion), của Tatarstan, Nga. Huyện có diện tích 2560 km², dân số thời điểm ngày 1 tháng 1 năm 2000 là 39000 người. Trung tâm của huyện đóng ở Al'met'evsk.